# Sjeverna Rajna-Vestfalija
Sjeverna Rajna-Vestfalija (njemački: Nordrhein-Westfalen, često skraćeno samo: NRW) je pokrajina u zapadnom dijelu Njemačke. 
Po broju stanovnika i ekonomskoj snazi je najveća pokrajina Njemačke: ima oko 18 milijuna stanovnika, i daje otprilike 22 % njemačkog bruto-društvenog proizvoda te se prostire na površini od 34 080 km². Nalazi se u zapadnom dijelu Njemačke i graniči s Belgijom i Nizozemskom. 
Glavni grad je Düsseldorf, a ostali veći gradovi su Köln, Essen, Dortmund, Duisburg, Bielefeld, Leverkusen, Bonn i Münster.

### Upravna područja i slobodni gradovi
(u zagradama su registracijske oznake) 
| Distrikt 1. Aachen (AC) 2. Borken (BOR) 3. Coesfeld (COE) 4. Düren (DN) 5. Ennepe-Ruhr-Kreis (EN) 6. Rhein-Erft-Kreis (BM) 7. Euskirchen (EU) 8. Gütersloh (GT) 9. Heinsberg (HS) 10. Herford (HF) 11. Hochsauerlandkreis (HSK) 12. \|Höxter (HX) 13. Kleve (KLE) 14. Lippe (LIP) 15. Märkischer Kreis (MK) 16. Mettmann (ME) 17. Minden-Lübbecke (MI) 18. Rhein-Kreis Neuss (NE) 19. Oberbergischer Kreis (GM) 20. Olpe (OE) 21. Paderborn (PB) 22. Recklinghausen (RE) 23. Rheinisch-Bergischer Kreis (GL) 24. Rhein-Sieg-Kreis (SU) 25. Siegen-Wittgenstein (SI) 26. Soest (SO) 27. Steinfurt (ST) 28. Unna (UN) 29. Viersen (VIE) 30. Warendorf (WAF) 31. Wesel (WES) | Slobodni gradovi 1. Aachen (AC) 2. Bielefeld (BI) 3. Bochum (BO) 4. Bonn (BN) 5. Bottrop (BOT) 6. Dortmund (DO) 7. Duisburg (DU) 8. Düsseldorf (D) 9. Essen (E) 10. Gelsenkirchen (GE) 11. Hagen (HA) 12. Hamm (HAM) 13. Herne (HER) 14. Köln (K) 15. Krefeld (KR) 16. Leverkusen (LEV) 17. Mönchengladbach (MG) 18. Mülheim an der Ruhr (MH) 19. Münster (MS) 20. Oberhausen (OB) 21. Remscheid (RS) 22. Solingen (SG) 23. Wuppertal (W) |

### Veliki gradovi u Sjevernoj Rajni-Vestfaliji
Sljedeći gradovi imaju više od 100.000 stanovnika: 
| Grad                | Distrikt                   | Broj stanovnika 31.12.2000 | Broj stanovnika 31.12.2006 | Broj stanovnika 31.12.2007. |
| ------------------- | -------------------------- | -------------------------- | -------------------------- | --------------------------- |
| Köln                | Köln                       | 962.884                    | 989.766                    | 995.397                     |
| Dortmund            | Dortmund                   | 588.994                    | 587.624                    | 586.909                     |
| Essen               | Essen                      | 595.243                    | 583.198                    | 582.140                     |
| Düsseldorf          | Düsseldorf                 | 569.364                    | 577.505                    | 581.122                     |
| Duisburg            | Duisburg                   | 514.915                    | 499.111                    | 496.665                     |
| Bochum              | Bochum                     | 391.147                    | 383.743                    | 381.542                     |
| Wuppertal           | Wuppertal                  | 366.434                    | 358.330                    | 356.420                     |
| Bielefeld           | Bielefeld                  | 321.758                    | 325.846                    | 324.912                     |
| Bonn                | Bonn                       | 307.814                    | 314.299                    | 316.416                     |
| Münster             | Münster                    | 265.609                    | 272.106                    | 272.951                     |
| Gelsenkirchen       | Gelsenkirchen              | 278.695                    | 266.772                    | 264.765                     |
| Mönchengladbach     | Mönchengladbach            | 263.014                    | 260.951                    | 260.018                     |
| Aachen              | Aachen                     | 244.386                    | 258.770                    | 259.030                     |
| Krefeld             | Krefeld                    | 239.916                    | 237.104                    | 236.516                     |
| Oberhausen          | Oberhausen                 | 222.151                    | 218.181                    | 217.108                     |
| Hagen               | Hagen                      | 203.151                    | 195.671                    | 193.748                     |
| Hamm                | Hamm                       | 182.427                    | 183.672                    | 183.065                     |
| Herne               | Herne                      | 174.529                    | 169.991                    | 168.454                     |
| Mülheim an der Ruhr | Mülheim                    | 172.862                    | 169.414                    | 168.925                     |
| Solingen            | Solingen                   | 164.973                    | 162.948                    | 162.575                     |
| Leverkusen          | Leverkusen                 | 161.047                    | 161.336                    | 161.345                     |
| Neuss               | Rhein-Kreis Neuss          | 150.013                    | 151.626                    | 151.449                     |
| Paderborn           | Paderborn                  | 139.084                    | 144.258                    | 144.181                     |
| Recklinghausen      | Recklinghausen             | 124.785                    | 121.521                    | 120.536                     |
| Bottrop             | Bottrop                    | 120.611                    | 118.975                    | 118.597                     |
| Remscheid           | Remscheid                  | 119.287                    | 114.925                    | 113.935                     |
| Moers               | Wesel                      | 107.062                    | 107.180                    | 107.111                     |
| Siegen              | Siegen-Wittgenstein        | 108.476                    | 105.697                    | 105.049                     |
| Bergisch Gladbach   | Rheinisch-Bergischer Kreis | 105.693                    | 105.587                    | 105.840                     |
| Witten              | Ennepe-Ruhr-Kreis          | 103.196                    | 100.248                    | 99.598                      |

## Zemljopis
Sjeverna Rajna-Vestfalija smještena je na zapadu Njemačke i nalazi se na dodiru Njemačko-poljske nizine i Njemačkog sredogorja. Stoga je njezin sjeverniji dio nizak, ravan i pogodan za poljoprivredu, dok je južni dio viši planinski prostor. Stoga je sjeverni dio, gdje prevladavaju nizine, slabo pošumljen, jer se taj prostor intenzivno koristi za poljoprivredu i mnogo je gušće naseljen od južnoga dijela pokrajine. Planinski jug je šumovit, a zemlja je siromašnija humusom, pa nema mnogo mogućnosti za poljoprivredu. Osim toga, klima je u nizinama mnogo blaža i suša nego u planinskom dijelu zemlje. Od juga prema sjeveru teku rijeke Weser i Rajna, koja prolazi kroz konurbaciju Ruhr. Na samom sjeveru pokrajine rijeka Ems jača i na samom sjeveru Njemačke se ulijeva u Sjeverno more. Prosječna širina pokrajine (istok-zapad) iznosi 235 km, dok je prosječna dužina (sjever-jug) 190 km. Sjeverna Rajna-Vestfalija se u smjeru sjeverozapad-jugoistok pruža oko 260 km. Ukupna površina Sjeverne Rajne-Vestfalije iznosi 34 098 km², što je čini četvrtom najvećom saveznom pokrajinom u Njemačkoj. Većina Sjeverne Rajne-Vestfalije nalazi se između Rajne na zapadu i Weser na istoku, a obje su i najveće rijeke u Sjevernoj Rajni-Vestfaliji. Rajna teče u smjeru jug-sjever u dužini 226 km cijelom pokrajinom dijeleći ju Gornju Rajnu, Donju Rajnu i Porajnje. Rajna teče i kroz tri najveća grada Sjeverne Rajne-Vestfalije Köln, Düsseldorf i Duisburg. Poznata je i kao žila kucavica ovoga područja, te je svojim tokom stvorila i najveću konurbaciju u Njemačkoj pod imenom Ruhr. Weser teče kroz zemlju 116 km, čineći granicu dugu 41 km s Donjom Saskom. U planinskim predjelima na jugu Sjeverne Rajne-Vestfalije smjestilo se 70 brana, koje proizvode više od 80 % potrebne energije za opskrbu električnom energijom. Sjeverna Rajna-Vestfalija prva je od njemačkih pokrajina po broju brana i proizvodnji energije iz hidroelektrana.

## Granice
Sjeverna Rajna-Vestfalija na jugoistoku i istoku graniči s njemačkom saveznom pokrajinom Hessen, na sjeveru i sjeveroistoku s Donjom Saskom, na jugu s Falačkim Porajnjem. Na zapadu graniči s Belgijom, točnije s belgijskom regijom Valonijom. Sjeverna Rajna-Vestfalija na sjeverozapadu graniči s Nizozemskom, odnosno s nizozemskim mjestom Limburgom, u pokrajini Gelderland. Ukupna dužina granica Sjeverne Rajne-Vestfalije iznosi 583 km.

## Vanjske poveznice
- Službena stranica

### Ostali projekti
|  | Zajednički poslužitelj ima još gradiva o temi Sjeverna Rajna-Vestfalija |